# Roger Gaignard
Roger Robert Gaignard (* 13. April 1933 in Paris; † 9. August 2024 in Poissy) war ein französischer Bahnradsportler.
Roger Gaignard war als Bahnradsportler spezialisiert auf den Sprint. 1954 errang er seine ersten beiden großen Erfolge: Er wurde bei den UCI-Bahn-Weltmeisterschaften 1954 in Köln Dritter im Sprint der Amateure und belegte beim renommierten Sprint-Klassiker Grand Prix de Paris den zweiten Platz. Ebenfalls 1954 siegte er beim bedeutendsten internationalen Bahnrennen, das in Großbritannien damals veranstaltet wurde, er gewann die Champion of Champions Trophy (ein Sprintturnier).
1955 wurde Gaignard Profi und belegte bei der französischen Meisterschaft im Sprint der Profis den dritten Platz; im Jahr darauf errang er den Meistertitel und wurde erneut Zweiter beim Grand Prix de Paris. Bis 1965 wurde er insgesamt sechsmal französischer Sprint-Meister. 1957 belegte er erneut im Sprint den dritten Platz bei einer Bahn-WM. Auf außereuropäischen Bahnen siegte er 1964 bei der nordamerikanischen Meisterschaft im Sprint. 1954 verbesserte er die Weltrekorde über 1000 Meter mit stehendem bzw. fliegendem Start. Mehrfach gewann er internationale Sprintturniere, so 1958 den Grand Prix de l’UCI, wobei er den amtierenden Weltmeister Jan Derksen schlug. Ebenso gewann er den Grand Prix Kopenhagen sowie den Großen Preis von Amsterdam in jenem Jahr. 1959 gewann er den Großen Preis von Berlin.
Er startete auch bei 20 Sechstagerennen.
Roger Gaignard, der aus einer Zirkusfamilie stammte, hatte den Beinamen Clown, da er während seiner Radsportlaufbahn und danach als Zirkusclown arbeitete.

## Erfolge
1954
- Amateur-Weltmeisterschaft – Sprint

1956
- Französischer Meister – Sprint

1957
- Weltmeisterschaft – Sprint
- Französischer Meister – Sprint

1958
- Französischer Meister – Sprint

1963
- Französischer Meister – Sprint

1964
- Französischer Meister – Sprint

1965
- Französischer Meister – Sprint